# Struck a Nerve
Struck a Nerve is het achtste nummer van het zevende album van de Amerikaanse punkband Bad Religion. Net als de meeste nummers van het album is het geschreven door de vocalist Greg Graffin.

## Albums
Naast het oorspronkelijke album Recipe for Hate is het nummer ook te horen op het livealbum Tested en de dvd Live at the Palladium.

## Samenstelling
- Greg Graffin - zang / tekstschrijver
- Brett Gurewitz - gitaar
- Greg Hetson - gitaar
- Jay Bentley - basgitaar
- Bobby Schayer - drums